# 盒子草
盒子草（学名：Actinostemma tenerum var. tenerum）为葫芦科盒子草属下的一个变种。

## 扩展阅读
- 維基物種上的相關：盒子草